# Jaap Tinbergen
Jaap Tinbergen (* 19. Dezember 1934 in Den Haag; † 20. Juni 2010) war ein niederländischer Astronom.
Tinbergen zog mit seiner Familie 1949 nach Großbritannien und studierte Physik an der Universität Cambridge und Informatik an der Universität Birmingham. 1958/59 war er im Internationalen Geophysikalischen Jahr zwei Jahre in der Antarktis in der Ionosphärenforschung. Ab 1960 war er am Observatorium in Leiden und befasste sich mit der Polarisation der galaktischen Radiostrahlung bei 75 und 50 cm. 1964 wechselte er zum Studium optischer Photometrie und insbesondere polarisiertem Licht. 1972 promovierte er über Präzisions-Spektro-Polarimetrie des Lichts von Sternen. Er studierte Polarisationseffekte nicht nur bei Sternen, sondern auch bei atmosphärischen Lichterscheinungen wie Halos und bei der Atmosphäre der Venus. Er galt als führender Experte für polarimetrische Fragen bei Teleskopen und entwickelte ein Vielzweck-Photometer für das William-Herschel-Teleskop in La Palma. 1982 ging er ans Kapteyn Observatorium in Roden bei Groningen und 1996 ans ASTRON in Dwingeloo (dem niederländischen Institut für Radioastronomie). Er blieb aber auch Mitglied der Sternwarte Leiden.
Zuletzt befasste er sich mit Instrumenten (basierend auf Polarimetrie) für die Suche nach Exoplaneten mit dem Very Large Telescope.
Tinbergen war von 1982 bis 1985 Präsident der IAU-Kommission 25 (Stellare Photometrie und Polarimetrie).
Der Asteroid (10434) Tinbergen ist nach ihm benannt.

## Schriften
- Astronomical Polarimetry, Cambridge University Press 1996